# 谢商华
谢商华（1963年—），汉族，中华人民共和国政治人物、第十一届全国政协委员。
加入中国民主建国会，担任民建四川省委副主委、成都市中级人民法院副院长。2008年，当选第十一届全国政协委员，代表社会科学界，分入第三十二组。2018年1月，当选第十三届全国政协委员。2023年1月14日，当选四川省政协副主席。